# Saghir
Saghir (arab. صاغر) – wieś w Syrii, w muhafazie Aleppo. W 2004 roku liczyła 173 mieszkańców.